# Premier peuplement de l'Amérique

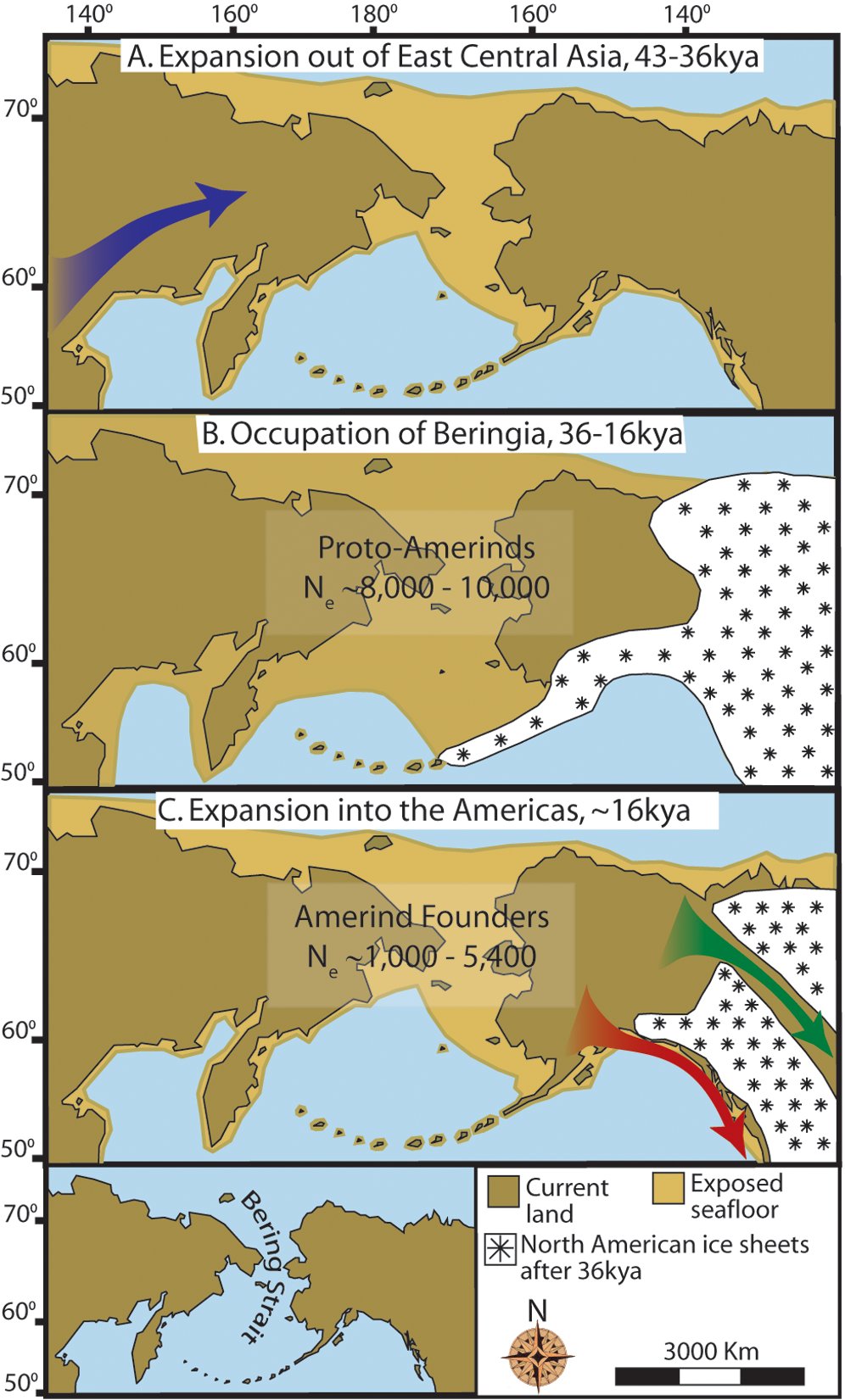
Carte présentant une hypothèse en plusieurs étapes du peuplement de l'Amérique effectuée à partir du couloir béringique, actif durant plusieurs dizaines de millénaires.

Le premier peuplement de l'Amérique fait l'objet de débats au sein de la communauté scientifique, principalement entre archéologues et paléogénéticiens. Ces débats portent sur la date et l'identité des premières populations humaines ayant peuplé le continent américain. Il est depuis longtemps admis que l'Amérique a été peuplée pour la première fois au Paléolithique supérieur par des groupes venus de Sibérie et passés par la Béringie, nom donné aux territoires exondés qui reliaient jadis l'Alaska à la Sibérie, là où le détroit de Béring les sépare aujourd'hui (mais où les profondeurs sont faibles). Les études génétiques modernes et les découvertes archéologiques des dernières décennies ont toutefois fait émerger une profonde divergence entre deux théories contradictoires.
Selon la génétique, la plupart des populations amérindiennes actuelles sont issues d'une population souche, les Paléoindiens, qui aurait traversé la Béringie il y a environ 24 000 ans, et aurait franchi le barrage de l'inlandsis laurentidien il y a environ 16 000 ans, avant de se répandre sur l'ensemble du continent américain. De leur côté, les archéologues ont mis au jour des sites préhistoriques plus anciens de plus en plus nombreux, datés entre 16 000 et 40 000 ans avant le présent (AP), et peut-être encore plus âgés pour certains, que l'on ne pourrait attribuer qu'à une population antérieure hypothétique, dénommée Paléoaméricains, dont il n'existe aucune trace fossile, mais qui aurait peut-être laissé une infime trace génétique dans certaines tribus d'Amazonie actuelles.

## Historique

### Culture Clovis

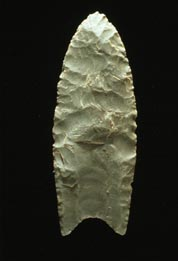
Pointe Clovis

Le site archéologique de Clovis est l'un des plus connus des États-Unis. Il est situé dans l'État du Nouveau-Mexique, dans le sud-ouest du pays. On y a trouvé à partir de 1929 des outils préhistoriques datés de 11 500 à 13 500 ans AP. Les premières fouilles ont mis au jour une pointe à enlèvement flûté. À l'époque, la découverte fit grand bruit, car ce type de pointe était inhabituel. Grâce au squelette d'un mammouth (estimé contemporain) qui se trouvait sur le site, on a pu dater l'objet de façon relativement précise.
Au cours des décennies qui suivirent, les archéologues ont trouvé en Amérique du Nord des milliers de pointes du même genre, caractérisées par des techniques de taille identiques, et cela jusqu'au Costa Rica, et dans toutes sortes de milieux naturels. Les scientifiques avaient également montré que tous les animaux géants d'Amérique (mammouths, tatous géants ou glyptodons, paresseux géants, tigres à dents de sabre, camélidés et équidés) avaient soudainement disparu, et on a envisagé qu'une population venue d'ailleurs avait apporté avec elle une arme redoutable : la pointe Clovis.
On a conclu que les porteurs de la culture Clovis étaient venus d'Asie par le détroit de Béring, qui était exondé pendant les périodes glaciaires, et que cette culture était la plus ancienne du continent américain. Cette expansion depuis la Sibérie, donnant naissance au premier peuplement américain, aurait eu lieu il y a moins de 14 000 ans, peu avant les premiers vestiges lithiques de la culture Clovis. Ensuite, le peuplement humain se serait rapidement étendu vers l'Amérique centrale, puis l'Amérique du Sud. Jusque dans les années 1980, la thèse d'un premier peuplement Clovis de l'Amérique était celle qui concordait le mieux avec les vestiges archéologiques et datations admis.

### Anciennes théories craniologiques
L'analyse craniologique a été utilisée jusque dans les années 1990, période à partir de laquelle se sont développées les analyses génétiques, beaucoup plus précises.
Ces théories étaient présentées ainsi :

| Crâne                                  | Hypothèse                                              | Description |
| -------------------------------------- | ------------------------------------------------------ | --- |
| Crânes dolichocéphales                 | Hypothèse type europoïde ou caucasien                  | - Un squelette entier, classé de type europoïde ou de type caucasien, l'homme de Kennewick, datant de plus de 9 000 ans, a été découvert dans l'État de Washington en juillet 1996, sur les bords du Columbia. Néanmoins, en juin 2015, une étude génétique établit que l’ADN du squelette était plus étroitement relié aux populations amérindiennes qu'à n'importe quelle autre population dans le monde,. - Les restes d'un homme de type « caucasien » ont été retrouvés sur le site de la grotte de l'Esprit, au Nevada ; il a été daté entre 11 000 et 8 000 av. J.-C.. Là encore, les analyses génétiques n'ont pas confirmé ces supputations. En octobre 2015, Eske Willerslev a prélevé des échantillons d'os et de dents sur les restes. L'analyse de l'ADN indique que les restes étaient similaires aux groupes autochtones d'Amérique du Nord et d'Amérique du Sud. |
| Crânes dolichocéphales                 | Hypothèse type australoïde ou africain                 | - 75 crânes, dont le crâne de Luzia, ont été mis au jour au Brésil. Luzia est datée d'environ 11 500 ans ; ils ont été décrits comme ayant un aspect australoïde ou africain. - Les 250 crânes et squelettes de Cerca grande au Brésil ont été étudiés par les scientifiques Walter Neves et Mark Hubbe du Laboratoire des Études sur l'Évolution Humaine, Département de Génétique et de Biologie évolutive, de l'Institut des Sciences, Université de São Paulo. Ils sont datés dans une fourchette allant de 8 000 à 12 000 ans. Ils ont la même morphologie australoïde ou africaine que Luzia. Les analyses génétiques ont contredit ces descriptions. En 2018, un article dans la revue Cell montre que les restes de Lagoa Santa provenant d'un site proche des restes de Luzia possèdent un ADN amérindien. Trois des individus de Lagoa Santa ont le même haplogroupe de chromosomes Y Q1b1a1a1- M848 trouvé dans le génome de la momie de Spirit Cave de 10 600 ans. Le buste de Luzia présentant des caractéristiques australo-mélanésiennes/africaines était faux, il a été créé en 1999. André Strauss de l'Institut Max Planck, l'un des auteurs de l'article du journal Science, commente: « la forme du crâne n'est pas un marqueur fiable d'ancêtre ou d'origine géographique. La génétique est la meilleure base pour ce type d'inférence... Les résultats génétiques de la nouvelle étude montrent catégoriquement qu'il n'y avait pas de lien significatif entre les habitants de Lagoa Santa et les groupes d'Australasie. » Donc, l'hypothèse que Luzia et son peuple dérivent d'une précédente vague migratoire aux ancêtres des Amérindiens d'aujourd'hui est infirmée. Au contraire, l'ADN montre que le peuple de Luzia était complètement amérindien. |
| Crânes dolichocéphales et mésocéphales | Hypothèse mixte type europoïde ou aïnou ou australoïde | - Les ossements de la femme de Peñón (environ 13 000 ans), découverts près de Mexico présentent des caractéristiques dolichocéphales, proches de celles des crânes de Baja California. Certains spécialistes rapprochent ce crâne soit de ceux de Cerca grande ou de Luzia ou de celui de l'homme de Kennewick. - L'occupation humaine fut analysée par la mise au jour, sur le site de la caverne de Babisuri en Basse-Californie, de nombreux outils (artefacts, bois brûlés, coquillages travaillés). Plusieurs dizaines de squelettes datés de 13 000 à 15 000 ans furent découverts par plusieurs équipes d'archéologues, dans la même région mexicaine de Baja California. Les sites préhistoriques de cette région, riches de nombreuses peintures pariétales, livrent des ossements humains « paléoaméricains », dont les crânes semblent indiquer une parenté avec celui de la femme de Peñón, ainsi qu'aux autres restes humains découverts dans la même région centrale du Mexique (c'est-à-dire près de Mexico), comme ceux de l'homme du métro Balderas (11 000 ans). - L'homme de Tlapacoya (District de Mexico) daté de 11 000 ans possède un crâne dolichocéphale et s'apparente à sa voisine, la femme de Peñon. |
| Crânes mésocéphales                    | Hypothèse type local[réf. nécessaire]                  | - La femme de Tepexpan (11 000 ans) ainsi que l'homme de Chimalhuacán (11 000 ans) tous les deux découverts dans l'État de Mexico. |

## Archéologie

Carte de l'Amérique montrant des sites antérieurs à la culture Clovis.

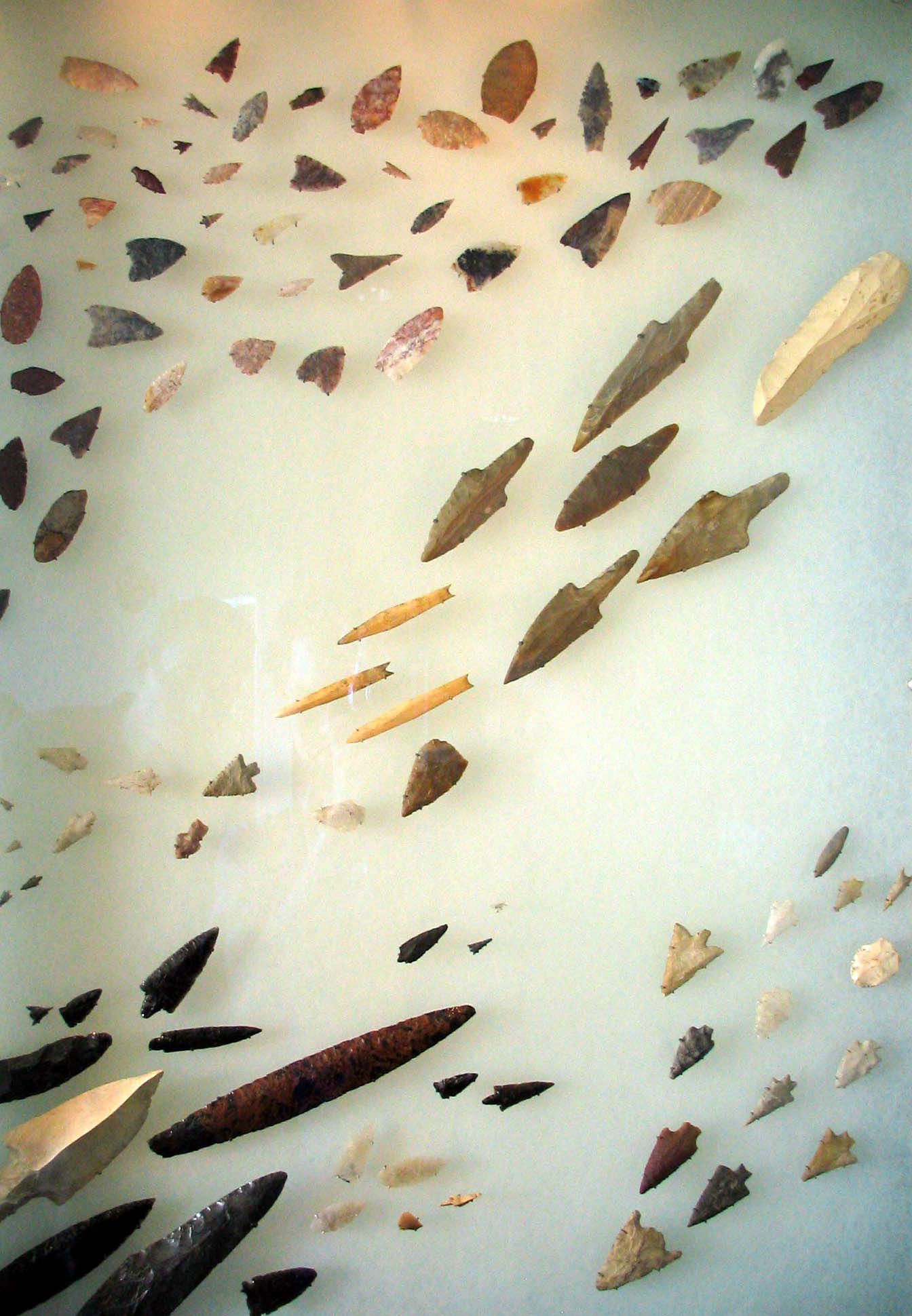
Flèches préhistoriques amérindiennes, conservées à Washington.

De nombreuses découvertes archéologiques remettent en cause par leurs datations la théorie admise par les paléogénéticiens d'une première occupation humaine de l'Amérique par les Paléoindiens, il y a environ 16 000 ans.
Une étude publiée en 2020 analyse les données chronométriques de 42 sites archéologiques nord-américains et béringiens en utilisant une approche de modélisation bayésienne de l'âge, et utilise le cadre chronologique résultant pour élucider les modèles spatio-temporels de dispersion humaine. Elle intègre ensuite ces modèles avec les preuves génétiques et climatiques disponibles. Les données obtenues montrent que « les humains étaient probablement présents avant, pendant et immédiatement après le dernier maximum glaciaire (il y a environ 26,5 à 19 ka) » mais qu'une occupation plus étendue n'aurait débuté qu'à l'occasion d'une période de réchauffement rapide, le Groenland Interstadial 1 (environ 14,7 à 12 ka avant l'an 2000). Elle identifie également le début quasi-synchrone des traditions culturelles béringiennes, clovis et du rameau occidental, et un chevauchement de chacune avec les dernières dates d'apparition de 18 genres de faune aujourd'hui disparus. L'analyse suggère que l'expansion généralisée des humains en Amérique du Nord a été un facteur clé dans l'extinction des grands mammifères terrestres. L'archéologue Ben Potter reste réservé quant à cette étude, affirmant que « les auteurs supposent que chaque date et site n’ont aucun problème contextuel ou autre », ce qui est « loin d’être le cas ».

### Amérique du Nord
Les controverses débutèrent aux États-Unis à partir de la découverte en 1957 du site de Lewisville, au Texas. Là furent mis au jour les squelettes de nombreux animaux, dont certaines espèces aujourd'hui disparues (mammouths, glyptodons, camélidés, équidés, cerfs, ours, etc.) avec des pointes de lances du type Clovis. Or tous ces ossements et artéfacts furent datés par le carbone 14 de 38 000 ans. Cette estimation fut largement rejetée à l'époque par les scientifiques américains, d'autant que les pointes de lances étaient bien considérées comme de type Clovis. D'autres expertises de datation effectuées en 1963 confirmèrent la date avancée initialement. Enfin, en 1978 puis en 1980, Dennis Stanford de la Smithsonian Institution, aidé de deux ingénieurs de l'Armée américaine, annoncèrent parallèlement une date de 37 000 à 38 000 ans. Néanmoins, la présence de graines de micocoulier correspond à un cycle de chasse et une occupation humaine du site remontant à l'ère Clovis, il y a environ 12 800 à 13 000 ans. Le site de Debra L. Friedkin (en) également au Texas a livré une industrie lithique datée de 15 500 ans.
Au Nord-Ouest des États-Unis, dans la grotte de Paisley Cave, des coprolithes humains plus anciens que l'époque Clovis ont été mis au jour en 2008. Ces excréments fossiles seraient vieux de 14 000 ans, selon la datation au carbone 14 réalisée par des chercheurs de l'Université de l'Oregon, qui ont étudié les restes d'ADN qu'ils contenaient, en collaboration avec une équipe danoise de l'Université de Copenhague. Cet ADN serait en rapport avec celui des Amérindiens modernes, ce qui laisse penser que ces populations étaient déjà là avant la naissance présumée de la culture Clovis.
Les sites de Old Crow et des grottes de Bluefish, dans le Yukon (Canada), ont d'abord été estimés à plus de 26 000 ans. Un nouvel examen du site de Bluefish en 2017 a livré un âge de 24 000 ans, illustrant peut-être l'hypothèse du « statu quo béringien », hypothèse selon laquelle les ancêtres des Amérindiens seraient restés des milliers d'années en Alaska et dans le Nord canadien pendant le dernier maximum glaciaire, avant de peupler un peu plus tard le reste des Amériques.
En 2017 a été découvert sur Triquet Island (Colombie-Britannique) un site d'occupation humaine daté de 14 000 ans.
La datation au radiocarbone des premières phases d'occupation sur le site de Cooper's Ferry dans l'ouest de l'Idaho indique que des populations ont occupé à plusieurs reprises le bassin du fleuve Columbia, commençant entre 16 560 et 15 280 années calibrées avant le présent. Les artefacts de ces premières occupations indiquent l'utilisation de techniques de pointe de projectile à tige non cannelée avant l'apparition de la tradition paléoindienne Clovis et soutiennent les premiers liens culturels avec les traditions archéologiques du Paléolithique supérieur de l'Asie du Nord-Est. Le site de Cooper's Ferry a été initialement occupé pendant une période antérieure à l'ouverture d'un couloir libre de glace (après 14 800 ans AP), ce qui soutient l'hypothèse selon laquelle la migration humaine initiale vers les Amériques s'est produite via une route côtière du Pacifique,,.
Dans l'Est des États-Unis :
- Un campement situé près de Pittsburgh, le site de Meadowcroft, dans le sud-ouest de la Pennsylvanie, a été fouillé par James Adovasio : des lames et des nucléus ont été datés de 16 000 à 19 000 ans[21].
- Le site de Cactus Hill, en Virginie, a livré des pointes comparables à celles des Solutréens, datées de 19 000 ans[22].
- Le site de Topper, en Caroline du Sud, daterait de plus de 20 000 ans, voire 50 000 ans, selon les analyses effectuées par l'archéologue Albert Goodyear (en) en 2004[23].

À la grotte du Pendejo, au Nouveau-Mexique, sont attribuées des datations de 35 000 à 55 000 ans. Celles-ci sont toutefois contestées,.
En 2021, des traces de pas laissées par des enfants sur la berge d'un lac de l'actuel parc national des White Sands (Nouveau-Mexique) sont datées entre 21 000 et 23 000 ans AP,. D'abord controversés, ces résultats ont été confirmés en 2023 par des analyses complémentaires et indépendantes des premières, qui ont également daté ces empreintes entre 20 000 et 23 000 ans AP.

### Amérique centrale
L'étude de plusieurs sites mexicains (Cerro Toluquilla, Hueyatlaco, El Cedral, Baja California) a livré des datations de vestiges archéologiques proches de 40 000 ans.
Selon une étude publiée en juillet 2020 dans Nature par l'archéologue Ciprian Ardelean de l'université autonome de Zacatecas, concernant la grotte de Chiquihuite (en), un site fouillé depuis 2012 dans l'État de Zacatecas au Mexique, les humains se seraient installés en Amérique il y a au moins 32 000 ans,,,. L'étude se base sur les résultats d'une datation par le carbone 14 d'outils en pierre trouvés dans la grotte,. Les plus anciens auraient entre 31 000 et 33 000 ans,. De plus, le site de Chiquihuite aurait été occupé pendant plus de 20 000 ans,.
Si ces résultats étaient confirmés, cela ferait remonter le peuplement de l'Amérique à au moins 32 000 ans, soit nettement plus que l'hypothèse paléoindienne,.

### Amérique du Sud

#### Brésil
Le site de la grotte de Pedra Furada, dans le parc national de la Serra da Capivara, située au sud-est de l'État du Piauí (nord-est du Brésil), connu pour ses peintures rupestres, a livré des charbons de bois fossiles datés de près de 60 000 ans, mais leur origine naturelle ou anthropique est difficile à départager.
Dans les années 1980, la préhistorienne brésilienne Niède Guidon découvrit au pied des falaises de la Serra de Capivara des galets taillés de main d’homme, datés en 1986 de 32 000 ans. Les analyses entreprises en 2014 sous la direction du chercheur français Éric Boëda, qui dirige la Mission franco-brésilienne du Piauí depuis 2008, ont confirmé ces résultats. Dans cet État, les sites de Vale da Pedra Furada, Sitio do Meio, Tia Peia, Toca da Pena, Toca da Janela da Barra do Antonião-Norte, Boqueirão da Pedra Furada, Livierac et Coqueiros offrent chacun une séquence stratigraphique comportant de nombreux niveaux archéologiques qui s'échelonnent régulièrement entre au moins 40 000 ans avant le présent et le début de l'Holocène. Le nombre de sites paléolithiques anciens découverts dans cette microrégion du sud du Piauí est si élevé qu'il prouve un large peuplement de l'Amérique du Sud depuis bien plus longtemps que supposé jusque-là.
Le 10 mars 2021, Éric Boëda et son équipe ont publié la découverte de 2 200 artéfacts en pierre datés d’environ 24 000 ans à Vale da Pedra Furada, un site à ciel ouvert situé sur la rive gauche de la vallée du Baixão da Pedra Furada. Parmi ces artéfacts, l’un d’eux se distingue. Il s’agit d’une plaque d’arénite silteuse qui présente des caractéristiques techniques jusqu’alors inconnues dans les sites paléoaméricains. Cette découverte ajoute de nouvelles informations sur une occupation humaine de la région pendant le dernier maximum glaciaire (26 500 à 19 000 ans AP).
En 2023, dans l'abri rupestre Santa Elina, près de Cuiabá, au centre du Brésil, des parures réalisées avec des fragments de squelette de glossotherium (paresseux géant), ainsi que les sédiments dans lesquels ils ont été retrouvés, ont été datés entre 25 994 et 26 396 AP. Selon Mirian Liza Alves Forancelli Pacheco, coauteur de l'étude et archéologue à l'université brésilienne de São Carlos, cela implique que "nous disposons désormais de preuves solides - avec d'autres sites d'Amérique du Sud et d'Amérique du Nord - qui nous obligent à revoir nos idées sur la migration des humains vers les Amériques".

#### Autres pays
Au Chili, le site d'Arroyo del Vizcaíno (en), de possibles traces de découpe ont été identifiées et datées de plus de 33 000 ans AP,.
Le site de Monte Verde II, au Chili, a été daté en 2015 de 18 500 ans AP par le chercheur américain Tom Dillehay, qui envisage dans la même étude pour le site de Monte Verde I, fouillé plus récemment, une datation d'environ 33 000 ans AP,.

### Datations hypothétiques
En 2017 furent publiés les résultats de la datation d'os de mastodontes découverts sur le site Cerutti Mastodon, situé dans le comté de San Diego (Californie), des os qui auraient pu être brisés intentionnellement. L'étude estime leur âge à 130 700 ans, alors que la dernière sortie d'Afrique de l'Homme moderne est datée par les analyses génétiques d'environ 55 000 ans, et que les seuls fossiles humains jamais trouvés en Amérique sont des restes d'Homme moderne.

## Génétique
Les études de paléogénétique publiées depuis 2015 ont prouvé l'origine paléoindienne de tous les fossiles humains trouvés sur le continent américain et ayant livré de l'ADN exploitable, datés pour les plus anciens de près de 13 000 ans avant le présent,. Mais ces études ne préjugent pas de l'origine de fossiles humains éventuellement plus anciens qui restent à découvrir.

### En amont: quelles populations d'origine?
Les études en paléogénétique ont montré qu'un petit groupe s'est séparé de la plus large population d'Asie de l'Est il y a environ 30 000 ans et s'est ensuite scindé en deux populations vers 24 000 ans. Par la suite, chacune de ces deux populations s'est croisée avec les premières populations de Sibérie, connues sous le nom d'Anciens Sibériens du Nord. L'une de ces populations mélangées, appelée Paléo-Sibériens, est restée en Sibérie et est devenue les ancêtres des peuples Koriaks et Tchouktches (les locuteurs des langues tchouktches-kamtchadales) ; la deuxième population mélangée est finalement entrée en Amériques lors de la première vague de migration. Cette dernière lignée a traversé des millénaires d'isolement en Béringie, la masse continentale qui s'étendait de la vallée de la rivière Léna en Sibérie au territoire du Yukon au Canada, reliant l'Asie et l'Amérique du Nord pendant le dernier maximum glaciaire,.
Une étude publiée en 2020 portant sur des génomes nouvellement séquencés de chasseurs-cueilleurs préhistoriques dans la région du lac Baïkal a ainsi révèlé des liens avec les premiers Américains. L'étude éclaire l'histoire de la population de la région, montrant des liens profonds avec les premiers peuples des Amériques, remontant aussi loin que la période du Paléolithique supérieur. Des études antérieures avaient indiqué un lien entre les populations sibérienne et américaine, mais un individu de 14 000 ans analysé dans cette étude est le plus âgé à porter l'ascendance mixte présente chez les Amérindiens,.
Cet individu du sud de la Sibérie, avec un jeune mésolithique du nord-est de la Sibérie, présente le même mélange génétique d'ascendance nord-eurasienne (ANE) et asiatique du nord-est (NEA) que l'on trouve chez les Amérindiens, et suggère que l'ascendance qui a ensuite donné lieu aux Amérindiens d'Amérique du Nord et du Sud était beaucoup plus largement distribuée qu'on ne le pensait auparavant. Ces preuves semblent indiquer que cette population a connu des contacts génétiques fréquents avec les populations de type NEA, ce qui a entraîné des proportions de mélange variables dans le temps et l'espace,.

### En Amérique
Les deux principales branches relatives aux Amérindiens du Nord et du Sud auraient divergé entre 17 500 et 14 600 ans AP. Une étude publiée en octobre 2020 suggère que la divergence entre les branches Nord et Sud amérindiennes est intervenue en Asie immédiatement après la fin de l'isolation béringienne. Ce modèle avance que les Sud-Amérindiens ont été les premiers à franchir l'inlandsis laurentidien, suivis par les Nord-Amérindiens qui auraient interagi avec les populations du bassin de l'Amour. Cette hypothèse permet de comprendre l'interaction avec la population d'haplogroupe du chromosome Y proche des Onges ou de l'ancien individu de Tianyuan et identifiée dans le génome de quelques populations amérindiennes. Par ailleurs, tous les échantillons de premiers paléosibériens postérieurs au dernier maximum glaciaire contiennent des proportions appréciables de la composante amérindienne typique, ce qui confirme que la Sibérie est l'avant-poste de la première migration vers l'Amérique.

### Phases de migration
Les recherches les plus récentes (2023) suggérent qu'il y a eu trois vagues distinctes de migration : la première vague, qui a contribué à l'ascendance de tous les peuples autochtones non inuits des Amériques ; une seconde vague, qui comprenait les Paléo-Inuits (autrefois appelés Paléoesquimaux), un peuple de la culture de Dorset qui serait venu aux Amériques depuis la Sibérie il y a environ 6 000 ans AP, et une troisième vague, qui comprenait les néo-Inuits (anciennement connus en tant que Néo-Esquimaux), un peuple de la culture de Thulé qui s'est installé dans l'Arctique il y a environ 1 000 ans, remplaçant peut-être les Paléo-Inuits, et donnant naissance aux Inuits actuels.
Il existe de plus en plus de preuves que les premiers Amérindiens ont migré vers le sud le long de la côte nord-ouest du Pacifique, qui offrait une voie déglacée et écologiquement viable entre 17 et 15 ka AP. Cette porte d'entrée a été ouverte plus tôt que le couloir intérieur entre les calottes glaciaires de la Cordillère et des Laurentides que l'on pense être devenu viable seulement vers 13 ka AP. En se déplaçant vers le sud le long de la côte nord-ouest du Pacifique, les Amérindiens ancestraux se sont probablement divisés en lignées des Amérindiens du Sud (SNA) et des Amérindiens du Nord (NNA) vers 15,5 ka. Après la scission, la lignée NNA s'est probablement étendue pour habiter largement le nord de l'Amérique du Nord, y compris le nord de la côte nord-ouest du Pacifique.

### Amérique du Sud
Les études de paléogénétique ont permis la mise en évidence de deux grandes branches génétiques principales présentes très tôt en Amérique du Sud : « ANC-A » (Ancestral Central Andes) qui est l'ancêtre des peuples andins et « ANC-B » (Ancestral Brazil),  ancêtre des groupes d’Amazonie et du littoral atlantique. Des groupes indigènes comme les Suruí et les populations de langue karitiana dérivent de la branche ANC-B. Campelo dos Santos et al. (2022) révèlent la présence d’un flux de population nord-sud par la côte atlantique, distinct du corridor andin ou amazonien et confirment l’existence d’une population ancestrale côtière apparentée à ANC-B, indépendante d’ANC-A. Tiago Ferraz et al. précisent que les sociétés côtières montrent des profils génétiques spécifiques, liés à la branche ANC-B, sans lien récent avec des populations océaniennes.

### Haplogroupes

#### ADN mitochondrial
Les recherches génétiques ont permis de classer l'ADN mitochondrial en quatre haplogroupes principaux présents chez 97 % des populations d'Amérique : A, B, C et D. L'haplogroupe X est présent en Amérique du Nord et en Europe.
- Africain : L0, L1, L2, L3, L4, L5, L6
- Eurasie occidentale : R0, HV H, V, J, T, U, I, W, X
- Asie de l'Est : A, B, C, D, E, F, G, Y, Z
- Australie : S, P, Q, O
- Amérique : A, B, C, D, et X

| Haplogroupe mitochondrial | Description |
| ------------------------- | --- |
| Type A                    | Réparti sur l'ensemble du continent américain, il est constitutif du génome des populations amérindiennes issues des migrations mongoloïdes, empruntant le détroit de Béring formant alors une vaste bande de terre, reliant l'Asie à l'Amérique en raison de la baisse du niveau des océans de près de 100 mètres apparue lors de la dernière glaciation de Würm. Ce pont terrestre, reliant les deux continents, est appelé Béringie. Ce marqueur génétique est commun aux populations d'Asie centrale. |
| Type B                    | Localisé uniquement le long de la frange côtière de l'océan Pacifique. Il est présent sur la côte occidentale de l'Amérique du Sud, la côte sud-ouest de l'Amérique du Nord (Baja California) ainsi que dans la majeure partie de l'Amérique centrale. Cela suggérerait une migration ancienne par une circulation des populations ayant vécu sur le pourtour des rivages de l'océan Pacifique. L'haplotype B est absent de Sibérie et d'Asie centrale. Ce marqueur génétique indiquerait une origine du sud-est asiatique, australoïde ou pacifique. |
| Type C                    | Localisé exclusivement en Amérique du Sud dans l'ensemble du bassin amazonien. |
| Type D                    | Localisé au sud de l'Amérique du Sud. Ce marqueur est absent en Amérique centrale et très peu présent en Amérique du Nord. |

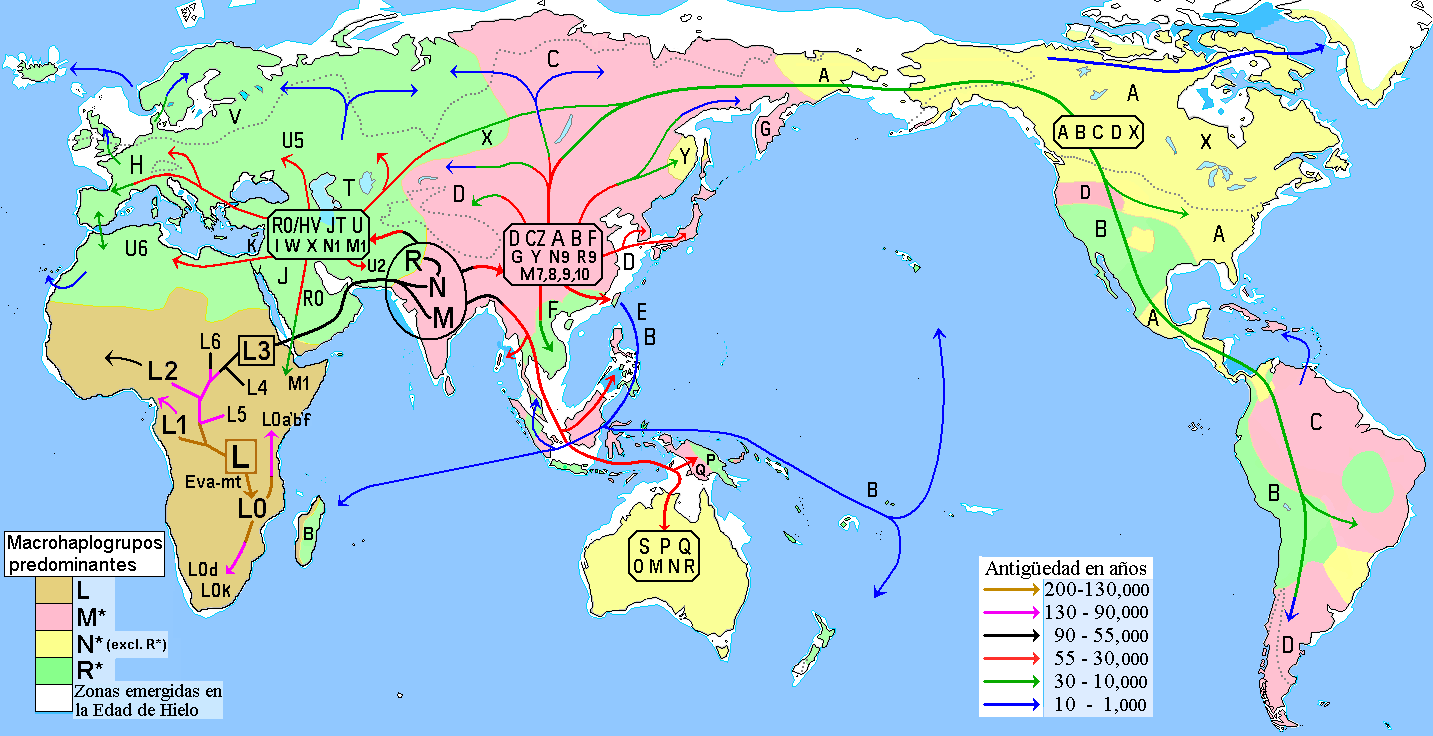
Migrations humaines et ADN mitochondrial (datations en milliers d'années avant le présent).

| Type X                    | Parmi les lignées fondatrices des populations d'Amérique, on trouve également l'haplogroupe X. À la différence des autres haplogroupes, celui-ci est à la fois présent en Amérique et chez les populations européennes modernes. Parmi les Amérindiens, l'haplogroupe X semble être essentiellement limité aux groupes nordiques d'Amérindiens, y compris les Ojibwés, les Sioux, les Navajos et d'autres groupes amérindiens Na-Déné d'Amérique du Nord. L'haplogroupe américain X2a n'a pas été identifié en Asie, ce qui ouvre la possibilité d'une origine caucasienne ou europoïde de certaines populations amérindiennes. Cette dernière hypothèse a permis à l'anthropologue américain Bruce Bradley et à l'archéologue de la Smithsonian Institution Dennis Stanford de développer la théorie d'un peuplement solutréen, en avançant l'idée de l'existence d'une telle immigration « européenne » en Amérique du Nord, avant celles mongoloïdes, venues d'Asie, sur la base des similitudes entre l'industrie lithique solutréenne et la culture Clovis. Cette théorie est contestée par une étude qui estime que l'haplogroupe X pourrait provenir d'Asie, et que sa provenance d'Europe n'est donc pas démontrée. La lignée de l'haplogroupe X dans les Amériques ne serait pas dérivée d'un sous-clade européen, mais représenterait plutôt un sous-clade indépendant, appelé X2a. Le sous-clade X2a aurait aussi pu prendre naissance au sein de la population paléo-indienne précoce, il y a environ 13 000 ans. Une variante basale de X2a a été trouvée dans le fossile de l'homme de Kennewick (il y a environ 9 000 ans). |

#### ADN-Y
L'analyse des chromosomes Y des populations indigènes révèle quatre branches principales et cinq sous-clades : Q-L275, Q-F1096, Q-Y2659, Q-L330 et Q-M1107. Deux sous-clades de Q-M1107, Q-Z780 et Q-M3 sont spécifiques aux Amériques. Ils incluent les anciens individus : Anzick-1 (en) et l'homme de Kennewick datés respectivement de 12 600 et 9 000 ans. Q-M3 se divise en deux : Q-M848 et Q-Y4276. Ce sous-clade a une vaste distribution géographique entre la Sibérie et l'Amérique du Sud. C'est également le clade principal d'Amérique du Nord. Il semble associé aux populations parlant des langues algonquiennes. Il est lié aux haplogroupes mitochondriaux X2a et C4c, et à la branche ancestrale nord-américaine. Ce clade est également présent au Brésil, ce qui suggère l'hypothèse selon laquelle la branche ancestrale nord-américaine a pu également contribuer au peuplement de l'Amérique du Sud. Le sous-clade Q-M848 est le plus fréquent en Amérique, depuis les États-Unis jusqu'en Amérique du Sud. Il correspond à la branche ancestrale sud-américaine. Celle-ci est constituée de trois sous-clades principaux : M925, Z5906 et Z5908. Elle est accompagnée dans son déplacement vers l'Amérique du Sud, par la branche Q-Z780 qui se sépare en trois clades différents : Q-Z781, Q-SA02 et Q-Z780*. Le premier est le plus ancien (12 500 ans) et s'étend des États-Unis jusqu'en Amérique du Sud. Le second n'est âgé que de 9 300 ans et semble restreint à la région de l'isthme de Panama et la Colombie. La dernière branche se trouve au Mexique et dans les Andes.

### ADN autosomal
Il existe un consensus sur le fait que les hommes modernes sont entrés sur le continent américain par la Béringie. Deux routes possibles, une côtière et une intérieure, ont été avancées. La première route, accessible depuis environ 20 000 ans, aurait probablement facilité une expansion rapide vers le sud le long des régions côtières du Pacifique, tandis que la seconde, à travers le couloir dit sans glace entre les calottes glaciaires de la Cordillère et de la Laurentide, aurait pu être accessible de 15 600 à 14 800 ans et, selon certains modèles, aurait contribué uniquement ou principalement au peuplement de l'Amérique du Nord.
Une étude génétique estime que les Athabaskans et les Amérindiens dériveraient de la même population entrée en Amérique du Nord par la Béringie il y a environ 20 000 ans. Elle se serait séparée en deux il y a 13 000 ans, au sud des étendues glaciaires. Ce premier peuplement a été suivi plus tard par deux migrations limitées aux régions arctiques : les Paléo-esquimaux (culture de Dorset) il y a environ 4 500 ans et les Néo-esquimaux (culture de Thulé) il y a environ 2 000 ans.
L'étude la plus vaste jamais réalisée sur la base d'ADN fossile extrait d'anciens restes humains trouvés sur le continent sud-américain a confirmé en 2018 l'existence d'une population ancestrale unique pour tous les groupes ethniques sud-amérindiens, passés et présents. Contrairement à certaines théories émises depuis les années 1970, elle ne présente aucun lien avec l'Afrique ou l'Australasie.
L'analyse en 2014 du squelette Anzick-1 (en), trouvé sur le site archéologique d'Anzick, dans le Montana, aux États-Unis, daté d'environ 12 600 ans, seuls restes découverts jusqu'à présent associé à la culture Clovis et de Naia (en), montre qu'il a un ADN comparable à celui des populations sibériennes, ce qui renforce la thèse d'une migration des Paléoindiens par le détroit de Béring,,.
Selon une autre étude publiée en 2018, Anzick-1 appartient à la branche sud-amérindienne. La branche nord-amérindienne est essentiellement représentée dans le Nord-Est de l'Amérique, dont notamment des anciens individus du Sud-Ouest de l'Ontario. Cette étude a montré également l'affinité génétique des différents anciens squelettes avec Anzick-1. Tous les anciens individus d'Amérique du Sud et centrale ainsi que les Californiens sont proches d'Anzick-1, à l'inverse des anciens Américains du Nord. Il n'existe presque pas de mélange génétique entre les branches sud et nord-amérindiennes. Le seul mélange mis en évidence est celui détecté chez les anciens Péruviens plus récent que 4 200 ans, mais il reste inférieur à 2 %. L'étude montre en outre qu'il y a très peu de dérive génétique différentielle dans les différents lignages conduisant aux anciens groupes d'Amérique du Sud, ce qui signifie une diffusion de la migration initiale vers les différentes régions d'Amérique du Sud.
Les auteurs de 2018 ont toutefois détecté un signal australasien présent dans la population actuelle Paiter d'Amazonie. Ce signal n'a été retrouvé chez aucune autre des populations étudiées. Une étude de 2015 avait déjà mis en évidence un tel signal.

## Théorie d'un peuplement solutréen

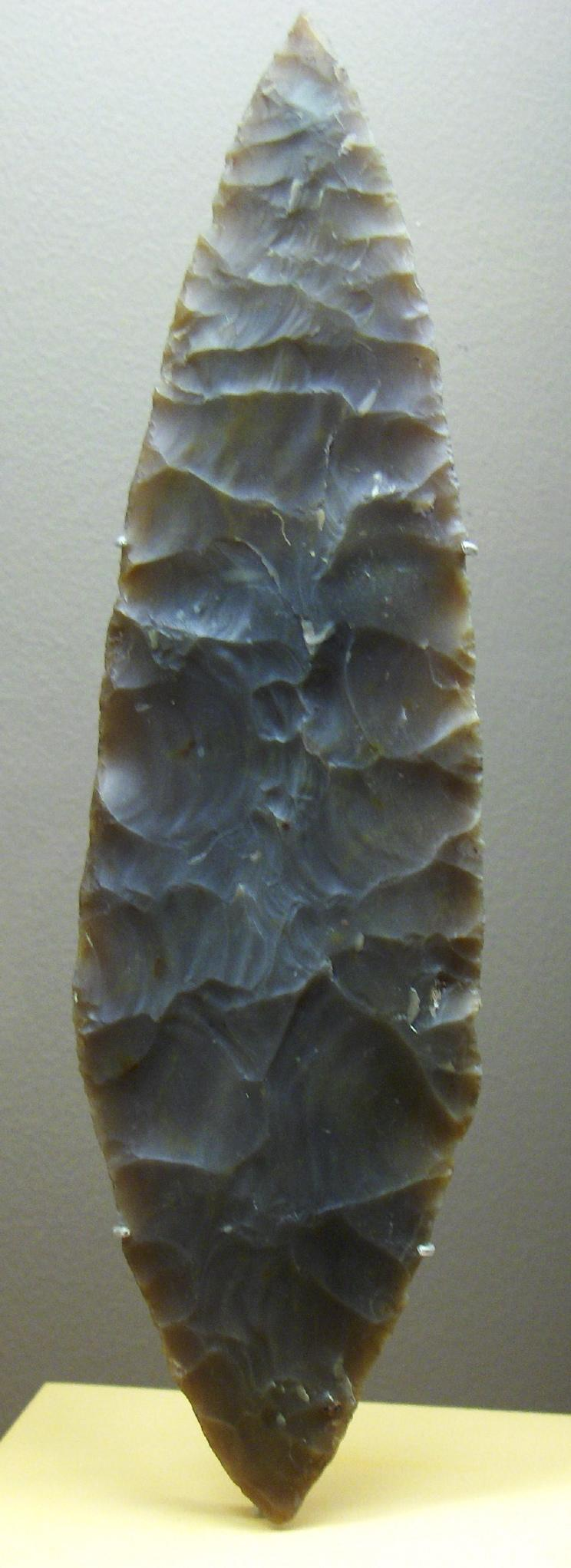
Feuille de laurier solutréenne

L'hypothèse solutréenne (en) a été initialement proposée dans les années 1970, puis reprise par deux chercheurs du Smithsonian Institute, Dennis Stanford et Bruce Bradley (en) dans les années 1990. Les Solutréens vivaient à 5 000 km de l'Amérique du Nord, entre 24 000 et 18 000 ans AP (Paléolithique supérieur). Les sites solutréens se trouvent dans le Sud-Ouest de la France et le Nord de l'Espagne. Les spécialistes leur reconnaissent une grande habileté : ils pratiquaient le traitement thermique pour la fabrication des outils en silex et ils utilisaient l'aiguille à coudre.
En enquêtant en Sibérie et en Alaska, Dennis Stanford trouva des outils préhistoriques très différents de ceux de Clovis (des microlames montées sur des os, et donc pas seulement des bifaces). Il déduit de l'observation des techniques des Inuits, que le voyage entre l'Europe et l'Amérique aurait été possible il y a 16 000 ans. Pour traverser l'Atlantique nord, les Solutréens auraient pu utiliser les mêmes techniques que les Inuits : en naviguant sur de petits bateaux près de la banquise (qui descendait bien plus au sud qu'aujourd'hui), en cas de tempête, ils pouvaient se protéger au sol sous leurs canots renversés. On peut imaginer que le voyage devait être plus facile en été : les Solutréens auraient suivi la route des icebergs, trouvant leur nourriture en pêchant ou en chassant sur la banquise à l'aide de leur outillage perfectionné. Pour Dennis Stanford, ce voyage devait être pénible, mais pas impossible : on sait par exemple que des Inuits préhistoriques voyageaient couramment en bateau entre l'Alaska et le Groenland, en passant par le Haut-Arctique[réf. nécessaire]. Quant à Bruce Bradley, il a étudié les similitudes de technique entre les Solutréens et les hommes de Clovis : ils utilisaient tous deux de gros éclats pour fabriquer leurs pointes.
Si des femmes étaient du voyage, des Amérindiens auraient donc pu avoir des ancêtres européens franco-cantabriques selon le modèle désormais dénommé « French Connection ».
Cette théorie reste cependant très controversée, du fait de la difficulté que représente la traversée de l'Atlantique au Paléolithique supérieur, des nombreuses différences entre les deux cultures (comme en particulier l'absence d'art pariétal chez les Clovisiens), et aussi parce que les similitudes pourraient s'expliquer simplement par les nécessités mécaniques de la taille du silex et la logique de l'amélioration de cette taille en fonction des besoins et avec le temps, sans qu'il soit nécessaire de faire appel à des migrations (l'agriculture est bien apparue indépendamment sur plusieurs continents, et a donné des cultures qui s'ignorèrent totalement, pour ce qui concerne les Amériques, jusqu'en 1492).
Ainsi, selon David Meltzer, « peu ou pas d'archéologues — ou, d'ailleurs, de généticiens, de linguistes ou d'anthropologues physiques — prennent au sérieux l'idée d'une colonisation solutréenne de l'Amérique ». En plus d'un intervalle de milliers d'années entre les époques Clovis et Solutréen, les deux technologies ne présentent que des similitudes fortuites. Il n'y a aucune preuve d'une capacité à la navigation maritime chez les Solutréens, leur permettant de traverser l'Atlantique au cours d'une période glaciaire. Enfin les études génétiques récentes mettent en doute la théorie d'une contribution européenne au peuplement des Amériques. Selon l'archéologue américain Lawrence Guy Straus, la ressemblance entre ces deux industries lithiques relève plutôt d'une « convergence technologique », un processus à travers lequel deux cultures humaines n'ayant jamais été en contact développent des techniques identiques ou similaires.

## Recherche archéologique et directives fédérales NAGPRA
En 1990 est votée une loi fédérale américaine, le Native American Graves Protection and Repatriation Act (NAGPRA), en français « loi sur la protection et le rapatriement des tombes des premiers Américains ». Cette loi exige que les biens culturels amérindiens soient rendus aux premiers peuples quand ces biens ont été déterrés. Cette loi autorise néanmoins les équipes d'archéologues à analyser les découvertes, mais très rapidement en raison d'un délai autorisé très court. Par biens culturels, la loi entend les restes humains, les objets funéraires et sacrés, et tout objet et artefact du patrimoine amérindien.
Bien que cette loi fédérale ait été rendue nécessaire pour mettre un terme aux pillages de sites historiques, les archéologues et chercheurs américains accusent, néanmoins, cette loi NAGPRA de restreindre gravement la recherche archéologique sur les origines des premiers habitants des États-Unis. En outre, il est difficile, sinon même fallacieux, de vouloir relier un squelette d'il y a plusieurs milliers d'années à une population humaine actuelle.